# 訃報 1978年4月
訃報 1978年4月（ふほう 1978ねん4がつ）では、1978年（昭和53年）4月中に物故した、又は物故が報じられた人物についてまとめる。

## （1日 - 15日）

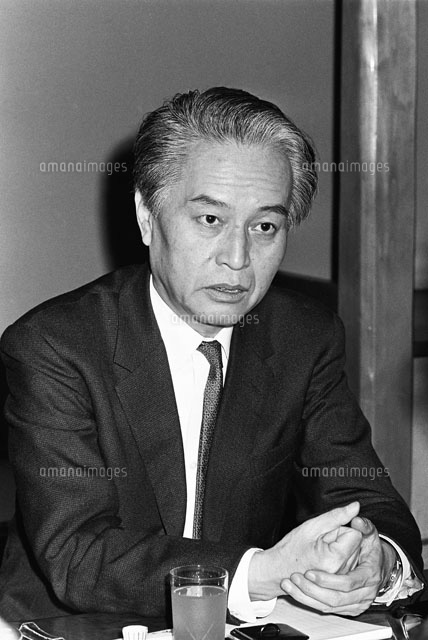
平野謙／4月3日没

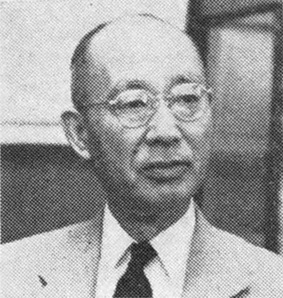
水品浩／4月7日没

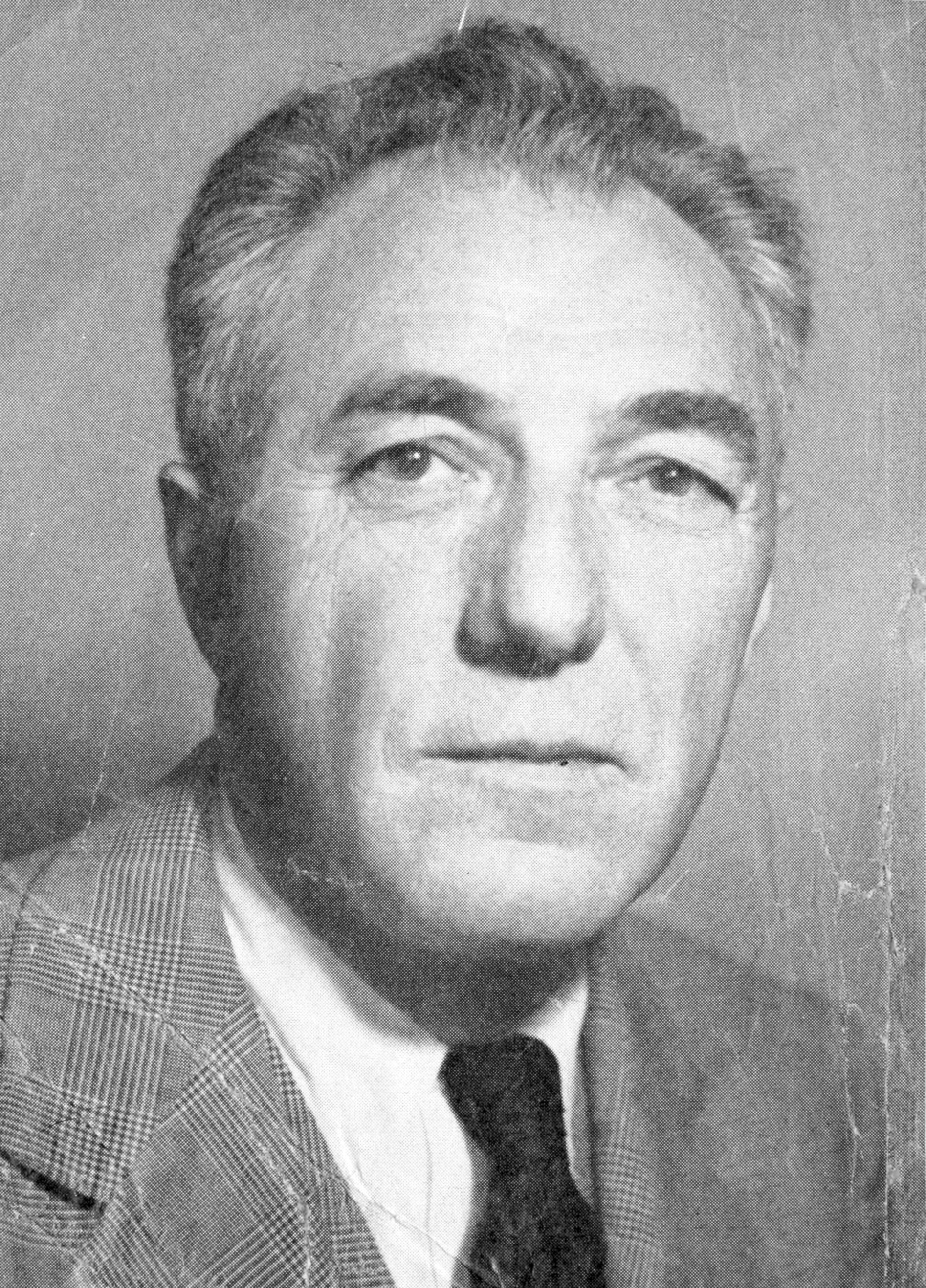
フォード・フリック／4月8日没

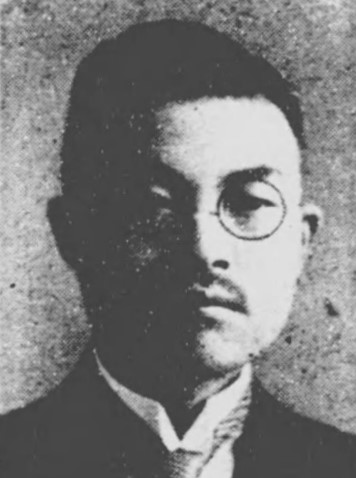
伊豆富人／4月13日没

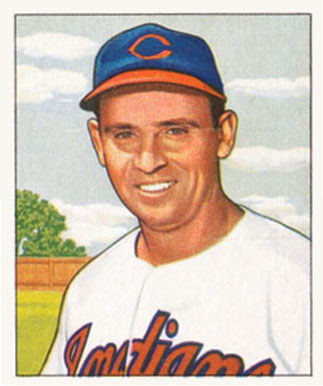
ジョー・ゴードン／4月14日没

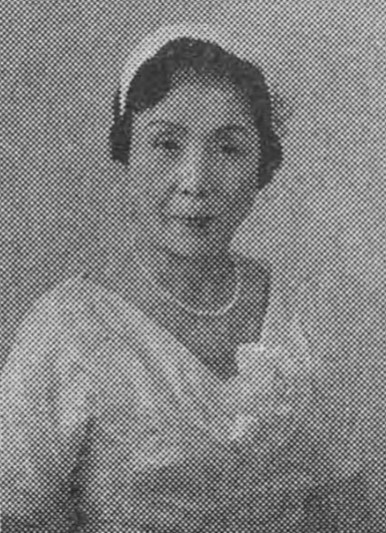
五島美代子／4月15日没

- 4月2日 - 江原小弥太、作家（* 1882年）
- 4月2日 - 吉沢清次郎、外交官（* 1893年）
- 4月3日 - 浮世亭夢丸、漫才師（* 1896年）
- 4月3日 - 平野謙、文芸評論家（* 1907年）
- 4月4日 - 佐野憲治、政治家・衆議院議員（* 1915年）
- 4月4日 - 柳田秀一、医師・政治家（* 1905年）
- 4月7日 - 神津港人、洋画家（* 1889年）
- 4月7日 - 水品浩、実業家（* 1895年）
- 4月8日 - フォード・フリック、MLBコミッショナー（* 1894年）
- 4月13日 - 伊豆富人、政治家・衆議院議員（* 1888年）
- 4月14日 - ジョー・ゴードン、メジャーリーガー（* 1915年）
- 4月15日 - 五島美代子、歌人（* 1898年）

## （16日 - 30日）

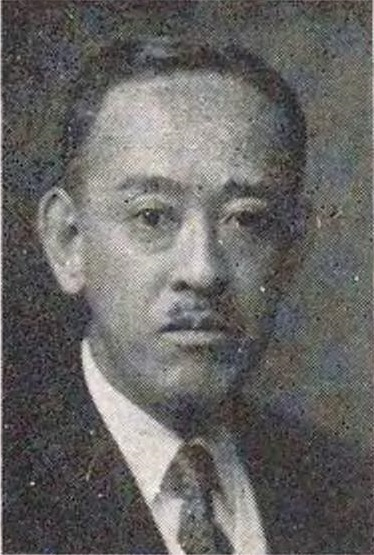
黒田長礼／4月16日没

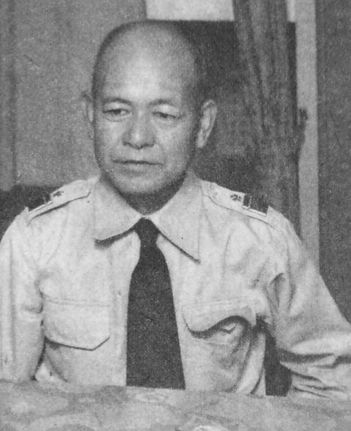
吉田英三／4月24日没

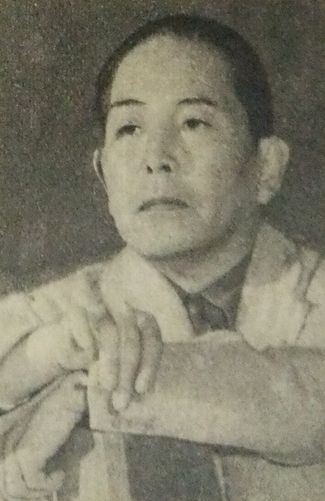
東郷青児／4月25日没

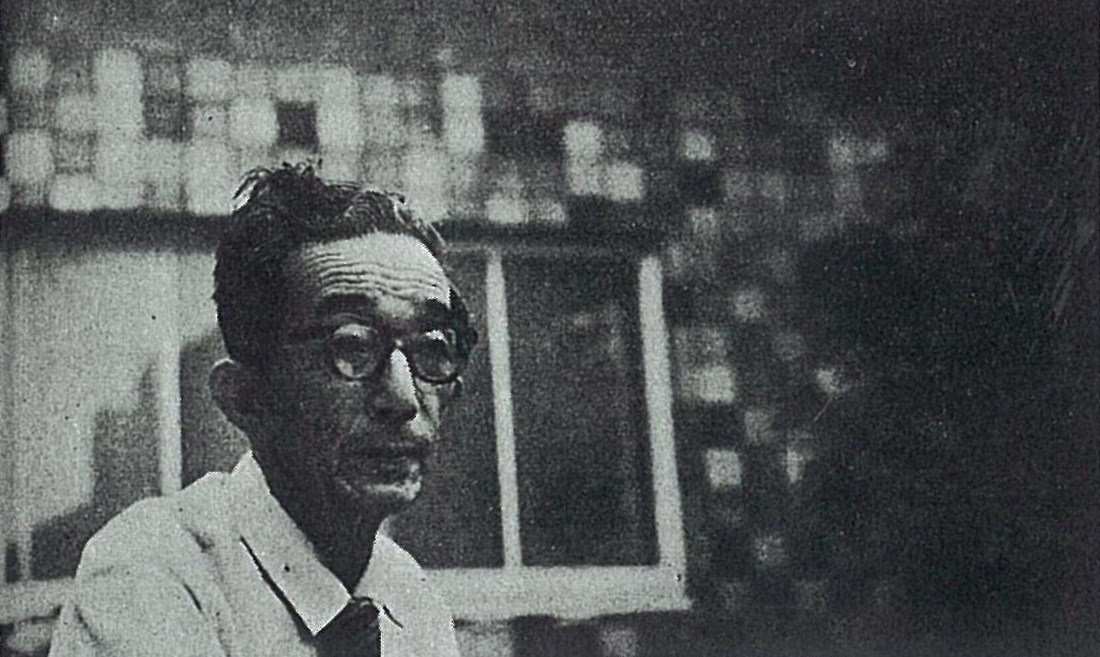
岡鹿之助／4月28日没

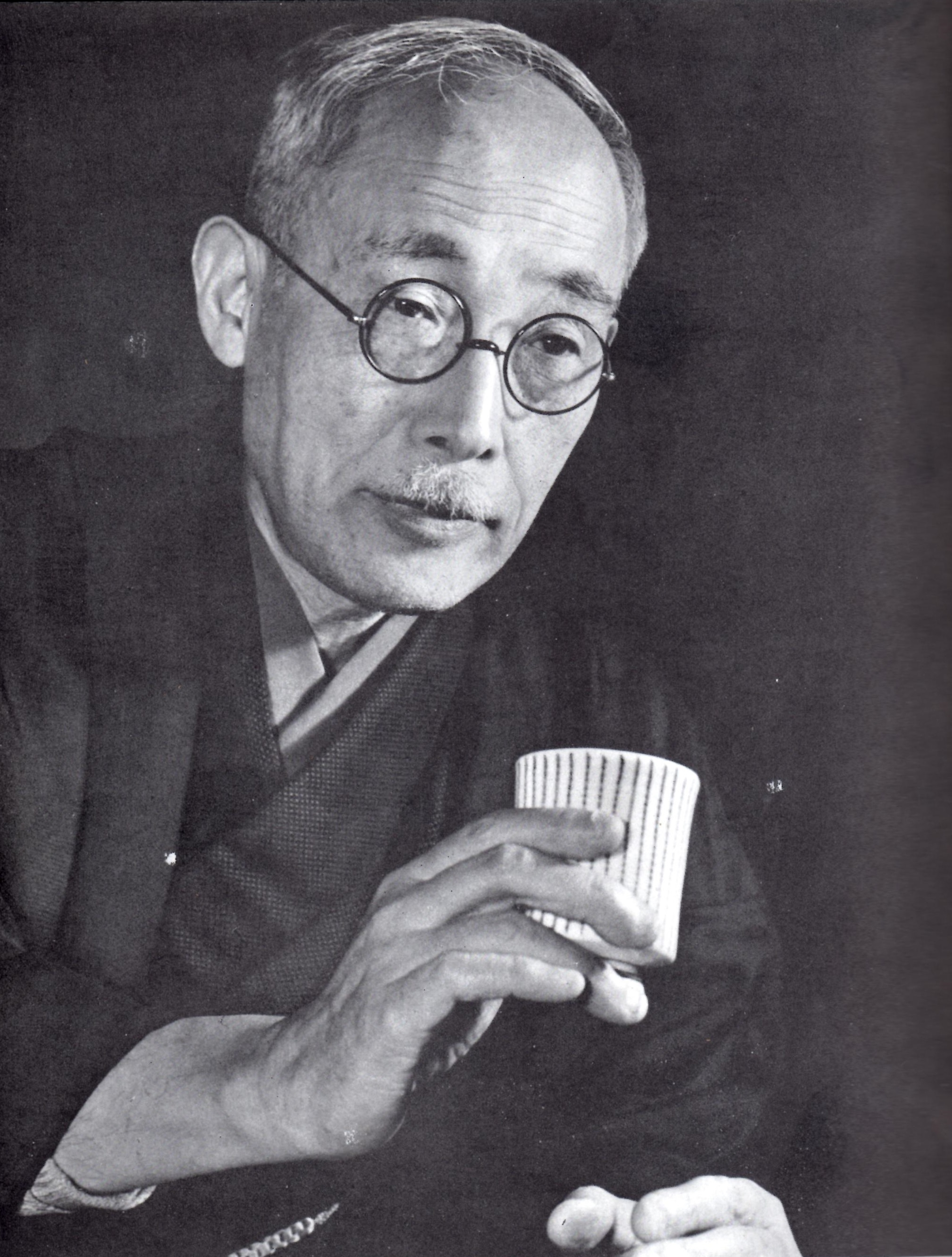
安田靫彦／4月29日没

- 4月16日 - 黒田長礼、華族（侯爵）・鳥類学者・政治家（* 1889年）
- 4月16日 - 斎藤一寛、フランス文学者・早稲田大学名誉教授（* 1900年）
- 4月16日 - 車谷弘、編集者・随筆家（* 1906年）
- 4月19日 - 出雲路敬和、神官・京都評論家（* 1908年）
- 4月20日 - 朝倉希一、機械工学者・鉄道技術者（* 1883年）
- 4月20日 - 橋本英吉、作家（* 1898年）
- 4月20日 - 深沢史朗、画家・版画家（* 1907年）
- 4月22日 - 山元護久、放送作家・児童文学者（* 1934年）
- 4月24日 - 吉田英三、海軍軍人（* 1902年）
- 4月25日- 東郷青児、画家（* 1897年）
- 4月25日 - 大畑末吉、ドイツ・北欧文学者・翻訳家（* 1901年）
- 4月28日 - 岡鹿之助、画家（* 1898年）
- 4月29日 - 安田靫彦、日本画家（* 1884年）